# 제1차 세계 대전의 연표
제1차 세계 대전의 연표(第一次世界大戰年表, 영어: timeline of World War I)는 총 기간이 4년 3개월 이상인 제1차 세계 대전에서 벌어진 사건들을 시간순으로 나열한 연표이다.

## 제1차 세계 대전 연표

### 1914년
- 6월 28일 : 오스트리아-헝가리의 황태자 프란츠 페르디난트, 사라예보에서 암살됨.
- 7월 23일: 오스트리아-헝가리, 최후통첩을 세르비아에 보냄.
- 7월 28일 : 오스트리아-헝가리, 세르비아에 선전 포고.
- 7월 30일 : 러시아, 총동원령 발표. 독일, 러시아에 총동원령 취소를 요청하였으나 거부당함.
- 8월 1일 : 독일, 대(對) 러시아 선전 포고. 프랑스 총동원령 발표. 스웨덴, 덴마크, 노르웨이 중립 선언
- 8월 2일 : 룩셈부르크가 독일 제국에 점령됨. 독일 제국은 벨기에에 영토 통과를 요구하나 거부당함. 그 대신 오스만 제국 사이에 비밀 동맹 조약 조인.
- 8월 3일 : 독일, 프랑스에 선전 포고. 독일, 슐리펜 계획에 따라 벨기에로 진격.
- 8월 4일 : 독일, 중립 국가인 벨기에에 선전 포고 후, 점령(뢰번 학살). 영국이 이에 대한 대응으로 독일에 선전 포고. 미국, 중립 선언. 라이베리아, 독일에 선전 포고.
- 8월 5일 : 오스트리아-헝가리, 러시아에 선전 포고. 독일, 벨기에의 리에주 요새를 공격. 몬테네그로, 오스트리아-헝가리에 선전 포고.
- 8월 6일 : 세르비아, 독일에 선전 포고.
- 8월 8일 : 몬테네그로, 독일에 선전 포고.
- 8월 23일 : 일본, 영일동맹의 의무를 들어 독일에 선전 포고.

### 1915년
- 3월 18일 : 영국과 프랑스, 다르다넬스 해협 포격.
- 4월 22일 : 제2차 이프르 전투에서 독일군이 근대 이후 최초로 독가스 사용.
- 4월 24일 : 오스만 제국이 미국을 연합군의 협력자로 인식하고 미국인에 대한 강제 추방과 사형을 집행함.
- 4월 25일 : 갈리폴리 전투 시작. 영국-프랑스의 패배.
- 4월 26일 : 런던 조약, 연합국 측이 이탈리아에 참전의 대가로 남 티롤 등의 제공을 약속.
- 5월 3일 : 이탈리아, 삼국 동맹 조약 파기.
- 5월 7일 : 영국 상선 루시타니아호, 독일 잠수함에 첫 번째로 격침, 128명의 미국인 승객 사망.
- 5월 23일 : 이탈리아, 오스트리아-헝가리에 선전 포고.
- 6월 3일 : 산마리노, 오스트리아-헝가리에 선전 포고.
- 8월 17일 : 영국 상선 SS 아라빅, 독일 잠수함에 두 번째로 격침되어 2명의 미국인 승객 사망.
- 8월 28일 : 이탈리아, 오스만 제국에 선전 포고.
- 9월 18일 : 독일 정부, 미국 정부의 항의로 잠수함 작전의 자제 결정(아라빅 서약).
- 10월 11일 : 불가리아, 동맹국 측에 가담.
- 10월 19일 : 러시아 제국, 불가리아에 선전 포고.
- 10월 14일 : 불가리아, 세르비아에 선전 포고.
- 10월 15일 : 영국과 몬테네그로, 불가리아에 선전 포고.
- 10월 19일 : 이탈리아, 불가리아에 선전 포고. 일본, 런던 선언 가입.
- 10월 24일 : 영국의 이집트 주재 고등 판무관 헨리 맥마흔, 아랍 왕국의 독립을 약속한 후세인-맥마흔 서한을 메카의 칼리프 후세인 빈 알리에게 전달(후세인-맥마흔 협정).

### 1916년
- 1월 5일 : 영국, 의무 징병법 제정.
- 2월 21일 : 베르됭 전투 시작(~12월 18일).
- 3월 9일 : 독일, 포르투갈에 선전 포고. 포르투갈, 전쟁 반대 선언.
- 3월 15일 : 오스트리아-헝가리, 포르투갈에 선전 포고. 포르투갈, 전쟁 불참 선언(후에 포르투갈은 영국의 요청으로 연합국에 가담).
- 3월 24일 : 프랑스 선박 사섹스호, 영불 해협에서 세 번째로 독일 잠수함에 격침되어 미국인 승객 부상당하여 미국·독일 관계 악화.
- 5월 4일 : 독일, 잠수함 작전 자제 재약속으로 미국과의 관계 수복 기도.
- 5월 16일 : 사이크스-피코 협정 최종 체결.
- 5월 31일 : 유틀란트 해전 발발(~6월 1일). 영국 해군 14척 11만 톤, 독일 해군 11척 6만 톤을 유실하였으나 영국은 계속 제해권을 가짐.
- 6월 24일 : 솜 전투 시작(~11월 18일). 독일군은 30만 명이 전사했으며 영국-프랑스 연합군은 60만 명이 전사하였다.
- 7월 3일 : 제4차 러·일 협약 성립.
- 8월 27일 : 루마니아 오스트리아-헝가리에 선전 포고.
- 8월 28일 : 이탈리아, 독일에 선전 포고.
- 8월 30일 : 오스만 제국, 루마니아 왕국에 선전 포고(단독으로 루마니아와 전쟁을 벌이기도 했다).
- 9월 1일 : 불가리아 왕국, 루마니아 왕국에 선전 포고.
- 9월 15일 : 빌헬름 2세, 루마니아 왕국에 대한 선전 포고를 총리에게 요구. 영국군, 솜 전투에서 역사상 최초로 전차 투입.
- 10월 16일 : 프랑스, 불가리아에 선전 포고.
- 11월 21일 : 오스트리아-헝가리의 황제인 프란츠 요제프 1세가 질병으로 죽음. 카를 1세 즉위.
- 12월 12일 : 독일 총리 T.T.F.A. 베트만 홀베크, 동맹국 측에 강화 제안 발표.

### 1917년
- 1월 16일 : 독일, 멕시코에 멕시코가 동맹국을 도와줄 경우, 후에 “미국에게 뺏긴 영토의 재탈환을 도와주겠다.”라는 내용의 치머만 전보 전달.
- 1월 22일 : 미국의 우드로 윌슨 대통령, 승리 없는 평화 제안.
- 2월 3일 : 미국, 독일과의 국교 단절.
- 2월 25일 : 미국 상선 RMS 라코니아, 네 번째로 독일 잠수함에 침몰됨.
- 3월 14일 : 시암과 중국, 독일과의 국교 단절.
- 4월 6일 : 미국, 독일에 선전 포고.
- 4월 7일 : 쿠바와 파나마, 독일에 선전 포고.
- 4월 11일 : 브라질, 독일과의 국교 단절.
- 4월 13일 : 볼리비아, 독일과의 국교 단절.
- 4월 16일 : 블라디미르 레닌, 망명지 취리히로부터 귀국.
- 4월 17일 : 레닌, 4월 태제 발표.
- 4월 23일 : 오스만 제국, 미국과의 국교 단절.
- 4월 26일 : 영국 총리 D. 로이드 조지, 영국 해군에게 상선 호송 실시 명령.
- 6월 27일 : 그리스, 모든 동맹국에 선전 포고.
- 7월 19일 : 독일 국회, 평화 결의안 가결함.
- 7월 22일 : 시암, 독일과 오스트리아-헝가리에 선전 포고.
- 8월 1일 : 영국군이 플랑드르에서 전투를 치르던 중 폭풍우가 몰아침.
- 8월 14일 : 중화민국, 독일과 오스트리아-헝가리에 선전 포고.
- 9월 21일 : 코스타리카, 독일과의 국교 단절.
- 10월 6일 : 페루, 독일과의 국교 단절.
- 10월 7일 : 우루과이와 아르헨티나, 독일과의 국교 단절.
- 10월 26일 : 브라질, 독일에 선전 포고.
- 11월 7일 : 러시아의 러시아 혁명(10월 혁명, 11월 혁명) 발발.
- 11월 8일 : 러시아의 레닌, 평화에 관한 포고 발표.
- 11월 16일 : 클레망소, 프랑스 총리에 취임. 친독파 탄압 시작.
- 11월 26일 : 소비에트 정권, 모든 러시아군에게 정전 명령.
- 12월 6일 : 미국, 오스트리아-헝가리에 선전 포고.
- 12월 8일 : 에콰도르, 독일과의 국교 단절.
- 12월 10일 : 파나마, 오스트리아-헝가리에 선전 포고.
- 12월 22일 : 러시아와 동맹국 측, 브레스트리토프스크에서 강화 교섭 시작.

### 1918년
- 1월 8일 : 미국의 우드로 윌슨, 14개조 평화 원칙 발표.
- 1월 28일 : 핀란드, 러시아로부터의 독립 요구.
- 2월 10일 : 브레스트리토프스크에서의 강화 교섭 중단, 소비에트 대표 트로츠키가 전쟁 종결 선언 후 철수.
- 2월 18일 : 독일, 러시아에 공격 재개.
- 2월 23일 : 소비에트 정부, 독일의 새로운 강화 조건 수락 결정.
- 3월 3일 : 소비에트 정부, 독일 측과 브레스트리토프스크에서 강화 조약을 맺음(그러나 이 조약은 러시아의 보수파나 멘셰비키들에게 “러시아가 독일에게 항복하였다.”라는 비난을 받았다. 이때부터 1920년까지 러시아에 내전이 시작되었다.).
- 3월 21일 : 독일군, 미햐르작에 의해 영국군에 대공세 시작. 제2차 솜 전투 시작(~4월 5일).
- 4월 23일 : 과테말라, 독일에 선전 포고.
- 5월 7일 : 루마니아 왕국, 연합국 중 유일하게 동맹국에 항복(굴욕적인 부쿠레슈티 강화 조약까지 맺음).
- 5월 8일 : 니카라과, 독일과 오스트리아-헝가리에 선전 포고.
- 5월 23일 : 코스타리카, 독일에 선전 포고.
- 7월 12일 : 아이티, 독일에 선전 포고.
- 7월 19일 : 온두라스, 독일에 선전 포고.
- 9월 30일 : 불가리아 왕국, 연합국에 항복.
- 10월 30일 : 오스만 제국, 연합국에 항복.
- 11월 3일 : 오스트리아-헝가리, 연합국에 항복. 독일 제국, 혁명이 일어남.
- 11월 9일 : 독일 제국 카이저 빌헬름 2세가 퇴위함과 동시에 네덜란드로 망명함.
- 11월 11일 : 독일 제국 항복. 휴전 협정과 동시에 전쟁 종료.

## 같이 보기
- 제1차 세계 대전의 외교사